# Lubuk Minturun
Lubuk Minturun is een bestuurslaag in het regentschap Padang van de provincie West-Sumatra, Indonesië. Lubuk Minturun telt 8112 inwoners (volkstelling 2010).